# مینوری ترادا
مینوری ترادا (به ژاپنی: 寺田 農 Terada Minori)؛ ( زادهٔ ۷ نوامبر ۱۹۴۲) یک هنرپیشه ژاپنی است. وی از سال ۱۹۶۱ میلادی تاکنون مشغول فعالیت بوده‌است.
از فیلم‌ها یا برنامه‌های تلویزیونی که وی در آن نقش داشته است می‌توان به لاپوتا قلعه‌ای در آسمان، افسانه هشت سامورایی، شیر قرمز اشاره کرد.